# Steve Bancroft
Steve Bancroft (* 6. Oktober 1970 in Toronto, Ontario) ist ein ehemaliger kanadischer Eishockeyspieler, der im Verlauf seiner aktiven Karriere zwischen 1987 und 2006 über 1.100 Spiele in der American Hockey League (AHL) und International Hockey League (IHL) auf der Position des Verteidigers bestritten hat. Darüber hinaus absolvierte Bancroft sechs Partien für die Chicago Blackhawks und San Jose Sharks in der National Hockey League (NHL) und verbrachte eine Spielzeit bei den Augsburger Panthern in der Deutschen Eishockey Liga (DEL). Seinen größten Erfolg feierte er im Trikot der Providence Bruins mit dem Gewinn des Calder Cups der AHL im Jahr 1999.

## Karriere
Bancroft spielte zunächst drei Jahre von 1987 bis 1990 in der Ontario Hockey League bei den Belleville Bulls. Er wechselte schließlich zur Saison 1990/91 ins Profilager, nachdem er im NHL Entry Draft 1989 in der ersten Runde an 21. Position von den Toronto Maple Leafs ausgewählt worden war.
Der Verteidiger spielte in der American Hockey League für die Farmteams der Toronto Maple Leafs, Boston Bruins und Chicago Blackhawks, für die er in der Saison 1992/93 sein erstes und vorerst einziges NHL-Spiel bestritt. Es folgten Wechsel unter verschiedenen Umständen in die Franchises der Winnipeg Jets, Florida Panthers, Pittsburgh Penguins, Carolina Hurricanes und San Jose Sharks. Bei den Sharks kam er in der Saison 2001/02 zu weiteren fünf NHL-Einsätzen, ansonsten spielte er aber wie bei allen anderen Stationen auch ausschließlich in den Minor Leagues. Nach seiner Zeit bei den Sharks wechselte er zu den St. Louis Blues und Ottawa Senators, wo er sich bei beiden abermals mit einem Stammplatz im Farmteam begnügen musste.
Zur Saison 2004/05 unterzeichnete Bancroft einen Vertrag in Europa und spielte für ein Jahr für die Augsburger Panther in der Deutschen Eishockey Liga. Zur Spielzeit 2005/06 kehrte er aber nach Nordamerika zurück und lief in seiner letzten Profisaison für die Omaha Ak-Sar-Ben Knights auf.
In seiner Karriere kam der Erstrunden-Draftpick der Toronto Maple Leafs auf lediglich sechs NHL-Spiele, in denen er ein Tor vorbereitete. In der Saison 2000/01, als er in 80 AHL-Spielen 73 Punkte erzielte, wurde er im Trikot der Kentucky Thoroughblades, einem Farmteam der San Jose Sharks, ins First All-Star Team der Liga berufen.

## Erfolge und Auszeichnungen
- 1999 Calder-Cup-Gewinn mit den Providence Bruins
- 2001 AHL First All-Star Team

## Karrierestatistik
(Legende zur Spielerstatistik: Sp oder GP = absolvierte Spiele; T oder G = erzielte Tore; V oder A = erzielte Assists; Pkt oder Pts = erzielte Scorerpunkte; SM oder PIM = erhaltene Strafminuten; +/− = Plus/Minus-Bilanz; PP = erzielte Überzahltore; SH = erzielte Unterzahltore; GW = erzielte Siegtore; 1 Play-downs/Relegation; Kursiv: Statistik nicht vollständig)